# Stanisław Niewiadomski (inżynier)

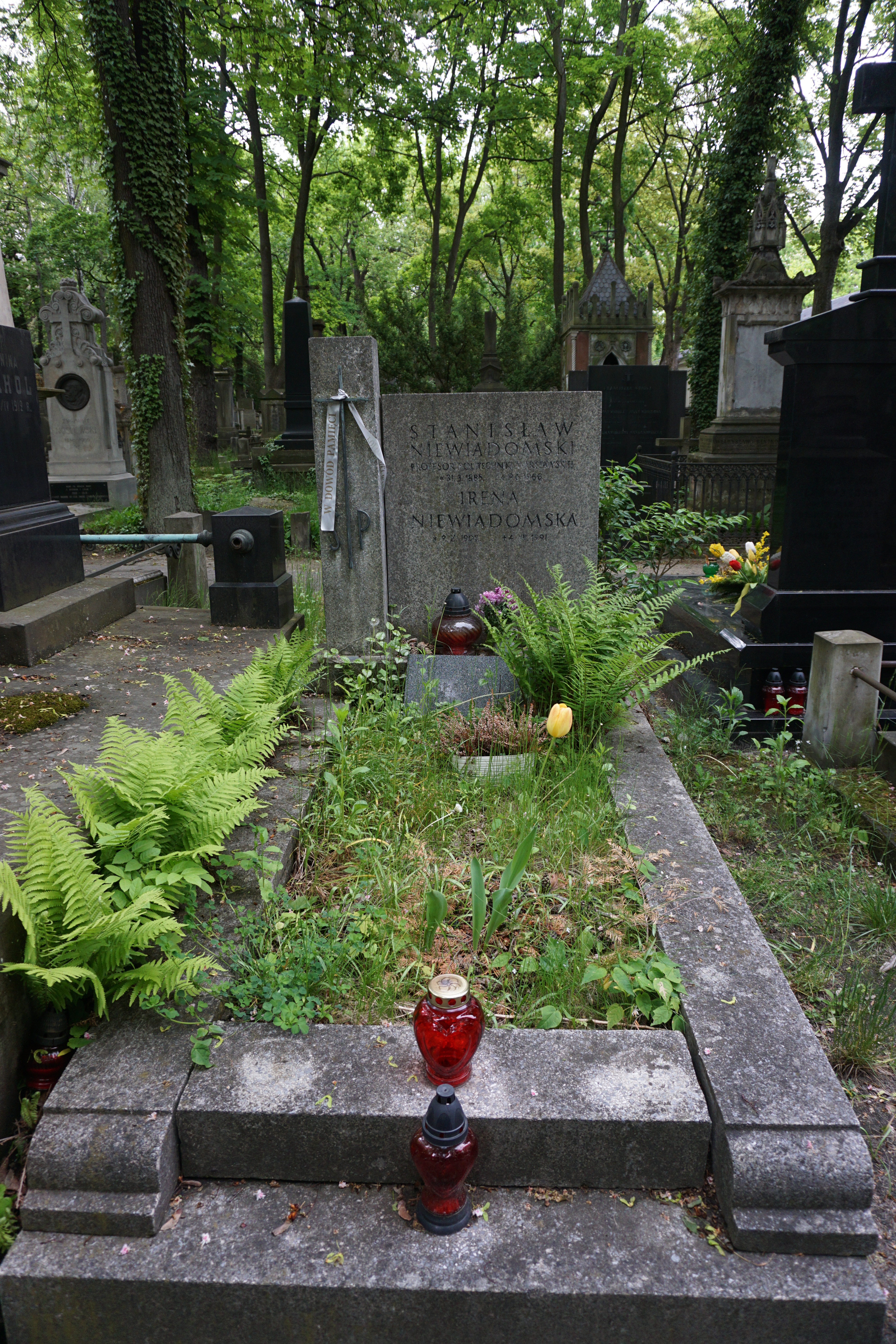
Grób Stanisława Niewiadomskiego na cmentarzu Powązkowskim

Stanisław Niewiadomski (ur. 19 marca?/31 marca 1895 w Odessie, zm. 9 czerwca 1966) – polski inżynier, specjalista w zakresie maszynoznawstwa chemicznego, profesor Wydziału Chemicznego Politechniki Warszawskiej i wykładowca w Szkole im Wawelberga i Rotwanda, podczas okupacji wykładowca na tajnych kompletach organizowanych przez wydziały chemiczne UW i PW, autor skryptów i podręczników akademickich. Konstruktor urządzeń, maszyn i aparatów oraz autor ekspertyz dla przemysłu.

## Dzieciństwo i młodość
Urodzony 31 marca 1895 w polskiej rodzinie w Odessie, syn Józefa (1863-1931) i Antoniny z Kosińskich (1871-1922). Jego ojciec, w poszukiwaniu pracy przeniósł się tam z Łodzi obejmując posadę majstra w odlewni, a z czasem założył rodzinę i dorobił się własnej odlewni żeliwa. Po ukończeniu w 1914 szkoły realnej w Odessie wysłany przez rodziców na studia na Wydziale Mechanicznym ówczesnego Instytutu Politechnicznego w Warszawie. Po ewakuacji tej uczelni kontynuował studia politechniczne w Moskwie i Kijowie. Po aresztowaniach wśród polskich studentów Politechniki Kijowskiej, w 1919 przedostał się przez Rumunię do Polski. W 1920 zgłosił się ochotniczo do wojska, ze względu na stan zdrowia został przydzielony do jednostki oświatowej lotnictwa. Po wojnie wznowił studia na Politechnice Warszawskiej utrzymując się z pracy w Kreślarni Ministerstwa Spraw Wojskowych. Dyplom inżyniera mechanika uzyskał w 1926.

### Kariera zawodowa

#### 1922–1939
1 grudnia 1922 został młodszym asystentem w Zakładzie Maszynoznawstwa Ogólnego i Chemicznego na Wydziale Chemicznym Politechniki Warszawskiej wiążąc się z tą uczelnią na cały okres pracy zawodowej. W 1926, po uzyskaniu dyplomu inżynierskiego został starszym asystentem a w 1936 adiunktem w tymże zakładzie. Jako stypendysta Funduszu Kultury Narodowej odbywał w latach 1929-1932 praktyki w zakładach przemysłowych w kraju i za granicą. Od roku 1934 prowadził wykłady z mechaniki technicznej na Wydziale Chemicznym PW. W 1937 został odznaczony Złotym Krzyżem Zasługi za zasługi na polu pracy naukowej.
Równolegle do pracy na Politechnice, od roku 1927 objął wykłady z maszynoznawstwa i silników cieplnych na wydziałach mechanicznym i elektrycznym Szkoły im. H. Wawelberga i S. Rotwanda. Na obu uczelniach opracowywał wydawane przez organizacje studenckie skrypty do swoich wykładów i ćwiczeń. Również od 1927 roku uczył maszynoznawstwa i mechaniki technicznej w Państwowej Szkole Chemiczno-Przemysłowej, przekształconej później w Państwowe Liceum Chemiczne.

#### 1939–1945
W okresie okupacji prowadził zajęcia z maszynoznawstwa ogólnego i chemicznego oraz rysunku technicznego w oficjalnych szkołach zawodowych: Liceum Chemicznym/Państwowej Szkole Chemiczno-Ceramicznej przy ul Hożej oraz w utworzonej na terenie PW Państwowej Wyższej Szkole Technicznej. Od 1941 do Powstania Warszawskiego wykładowca tajnych kompletów organizowanych przez wydziały chemiczne UW i PW. W okresie Powstania wywieziony do obozu pracy w Hagen w Westfalii. Zwolniony z obozu ze względu na stan zdrowia w styczniu 1945 wrócił do Polski.

#### 1945–1966
Po powrocie z Niemiec już w kwietniu 1945 rozpoczął prowadzenie ćwiczeń z mechaniki technicznej i maszynoznawstwa ogólnego. Również w 1945 powrócił do pracy w Szkole Inżynierskiej im H. Wawelberga i S. Rotwanda. Równocześnie, do 1950 kontynuuje nauczanie w Liceum Chemicznym a w latach 50. XX wieku prowadził też zajęcia dla studentów technologii rolno-spożywczej Szkoły Głównej Gospodarstwa Wiejskiego =.
We wrześniu 1946 został mianowany zastępcą profesora i kierownikiem Zakładu Maszynoznawstwa Ogólnego i Chemicznego PW, a w kwietniu 1949 profesorem nadzwyczajnym. Od września 1952 był kierownikiem Katedry Maszynoznawstwa Ogólnego i Chemicznego. Na emeryturę przeszedł w 1965.

## Życie rodzinne
We wczesnych latach 20., wraz z ojcem i czwórką rodzeństwa, którym też udało się repatriować do Polski, zamieszkał w Zielonce koło Warszawy. W 1925 wziął ślub z Ireną Hoffman (1902-1991) z zawodu nauczycielką, również repatrianką z Ukrainy. Zostają później rodzicami sześciorga dzieci, kolejno urodzili się Sławomir (1926-1988), Janusz (1927-2020), Witold (1929-2000), Jadwiga (Meissner, 1931-2006), Alina (Haman,1934-2024) i Michał (1944). W 1930 rodzina przenosi się do Warszawy, po Powstaniu zamieszkuje przez kilka lat w Zalesiu Górnym a w 1949 przenosi się do budynku profesorskiego PW przy ul. Asfaltowej w Warszawie.
Stanisław Niewiadomski zmarł 9 czerwca 1966, jest pochowany na cmentarzu Powązkowskim w Warszawie (kwatera 18-2-24).

### Publikacje
- Bilanse cieplne : objaśnienia do zadań z maszynoznawstwa ogólnego chemicznego. Wydanie. 4, przedruk z 3 wydania przedwojennego. Warszawa 1943 Nakładem Koła Chemików Studentów Politechniki Warszawskiej
- Maszynoznawstwo chemiczne. Rozdz. III, IV, V, Transportery, rozdrabniarki i mieszadła. Wydanie 2, Warszawa 1949: Nakładem Akademickiej Spółdzielni Wydawniczej
- Maszynoznawstwo chemiczne. Rozdział X, Urządzenia grzejne. Maszynopis powielany. Wydanie 3, Warszawa 1949: Nakładem Akademickiej Spółdzielni Wydawniczej
- Maszynoznawstwo chemiczne. Rozdział XII, Destylacja i aparaty destylacyjne. Maszynopis powielany. Warszawa 1946: Nakładem Koła Chemików Studentów Politechniki Warszawskiej
- Maszynoznawstwo chemiczne. Rozdział XIII, Suszarnie .Warszawa 1949: Nakładem Akademickiej Spółdzielni Wydawniczej
- Mechanika techniczna dla chemików. Cz. 2, Elementy hydromechaniki, Maszynopis powielany. Warszawa 1949: Nakładem Akademickiej Spółdzielni Wydawniczej
- Stężanie roztworów i aparaty wyparne, Państwowe Wydawnictwa Techniczne, Warszawa 1950.
- Maszyny i aparaty przemysłu chemicznego, Cz. 1 i 2. Wydanie 2, Państwowe Wydawnictwa Techniczne, Warszawa 1957
- Jan Krakowski, Stanisław Niewiadomski, Stanisław Żurakowski: Maszynoznawstwo chemiczne, Państwowe Wydawnictwa Techniczne, Warszawa 1960
- Piece w przemyśle chemicznym i przemysłach pokrewnych, Państwowe Wydawnictwa Techniczne, Warszawa 1961
- Stanisław Niewiadomski, Wanda Pasiuk: Procesy i aparaty w przemyśle chemicznym, Państwowe Wydawnictwo Szkolnictwa Zawodowego, Warszawa 1962